# Магнитна терапия
Магнитна терапия или магнетотерапия е форма на алтернативна медицина, при която се ползват магнитни полета. Практикуващите магнитна терапия твърдят, че прилагането на магнитни полета от перманентни магнити върху различни части на тялото има позитивен ефект върху здравето.
Магнитната терапия се смята за псевдонаучна концепция поради физическата и биологическата си невъзможност, също и липсата на каквито и да било доказани здравни ефекти. Хемоглобинът в кръвта, който пренася кислород, е слабо диамагнитен и може да бъде отблъскван от много силни магнитни полета, но ползваните за терапия магнити са в пъти по-слаби от нужното за какъвто и да било ефект върху кръвния поток.

## Описание
Магнитна терапия се нарича практиката на прилагане на магнитни полета от електромагнитни източници или перманентни магнити към части от човешкото тяло за благоприятни за здравето ефекти. Те са или специфични, като лечение на рани, или общи – повишена виталност и енергия. Комерсиалните продукти в тази област са магнитни гривни и бижута; магнитни ленти за китки, глезени, колене и гръб; стелки за обувки; матраци; магнитни завивки (завивки с магнити, зашити в плата); магнитни кремове; магнитни хранителни добавки и вода, която е била „магнетизирана“.

## Безопасност и ефикасност
Въпросните устройства се считат безопасни сами по себе си, но могат да бъдат сериозна финансова тежест, особено при липсата на каквато и да била диагноза предварително.
Като механизъм на действие най-често се предлага идеята, че магнитите биха могли да подобрят кръвообращението и тъканите. Полетата, продуцирани от продуктите за магнитна терапия обаче са твърде слаби и силата им спада с разстоянието твърде рязко, за да имат забележим ефект върху хемоглобина, други съставки в кръвта, мускулната тъкан, костите или органите. Проучване от 1991 г. показва, че магнитни полета до 1 тесла нямат никакъв ефект върху кръвния поток у хора. Насищането с кислород на тъканите също не се повлиява. Някои практиканти твърдят, че магнитите могат да възстановят предполагаемия „баланс на електромагнитната енергия“, но такава концепция официално не съществува в медицината. Дори полетата, използвани при ядрен магнитен резонанс са недостатъчно силни и предполагаемите ефекти не са наблюдавани.
Няколко изследвания са проведени в края на XX век, проучващи каква роля биха могли да имат статичните магнитни полета в лечението. Много е сложно да се организират безпристрастни проучвания в тази област, защото магнитни полета лесно се разкриват (например чрез малък метален обект) и е трудно участниците да не знаят дали са третирани с плацебо или истински магнити. Ефекти като дълголетие и лечение на рак са невъзможни и неподкрепяни от нито едно проучване. Не е предложено достоверно обяснение дори за механизма на по-обикновени приложения, като облекчаване на болка.
Систематично проучване на магнитната терапия от 2008 г. показва, че няма никакви доказателства за болкоуспокояващи ефекти, освен евентуално при артроза. В него изрично се казва, че заключенията не могат да се считат за много достоверни поради малкия брой участници и често срещаната пристрастност и преувеличаване. Авторите заключват накрая, че „установените ползи най-вероятно се дължат на различни плацебо ефекти“.
Експерименти на MIT са показали, че магнитни полета върху определени части от мозъка могат да имат ефект върху преценката по морални въпроси.

## По света
Световната индустрия на магнитната терапия в началото на XXI век се оценява над 1 млрд. щ.д. годишно, 300 милиона от които са само от САЩ.
Много търговци правят недоказани изказвания относно магнитната терапия, използвайки псевдонаучни думи. Подобни твърдения не са подкрепени от никакви научни и клинични изследвания.

## Правни ограничения
Рекламата на каквато и да било терапия, недоказана от науката, е забранена в много юрисдикции. В САЩ например Агенцията за контрол на храните и лекарствата (FDA) забранява маркетинга на магнитна терапия, ако съдържа медицински твърдения, тъй като въпросните твърдения са недоказани.